# Babarczy Eszter
Babarczy Eszter (Budapest, 1966. december 7. –) szerkesztő, kritikus, publicista, esszéista, műfordító, eszme- és művészettörténész, egyetemi oktató és kutató.  

## Életpályája
Szülei Babarczy László Kossuth-díjas rendező és Vajda Ágnes. 1985–1988 között az ELTE Bölcsészettudományi Kar magyar szakán tanult. 1985–1991 között az ELTE BTK művészettörténet szakos diákja volt. 1988–1992 között ugyanitt filozófiatörténetet tanult. 
1989 óta publikál esszéket, tanulmányokat, interjúkat. 1990–1994 között a Nappali Ház című irodalmi és művészeti szemle szerkesztője. 1990-től a József Attila Kör tagja, majd tiszteletbeli tagja, továbbá a Fiatal Művészek Stúdiója tagja. 1993–1996 között politikaelméletet tanult az ELTE BTK-n. 1995 óta a Magyar Írószövetség tagja. 1995–1999 között a Láthatatlan Kollégium Szemeszter című tankönyvsorozatát szerkesztette. 1996-tól a Beszélő kulturális szerkesztője. 1996–1997 között a JAK-füzetek szerkesztője volt. 
1997–1999 között a New York Egyetem Modern Európai Történelem szakán szerzett mesterdiplomát. 1998 óta a MÚOSZ, megalakulása óta a Szépírók Társasága tagja. 1999–2000 között a MaNcs kulturális szerkesztője volt. 1999–2001 között a Budapesti Corvinus Egyetem óraadó tanára volt. 2000-ben a Korridor publicisztika rovatának szerkesztője. 2002–2008 között a Budapesti Műszaki és Gazdaságtudományi Egyetem Média Oktató és Kutató Központ munkatársa volt. 2005-ben a Pécsi Tudományegyetem Kommunikációelméleti Doktori Iskoláját is elvégezte. 
2005 óta a Moholy-Nagy Művészeti Egyetem adjunktusa. A Búra Sorstársi Segítő Honlap alapítója és üzemeltetője (2000-), az Egymillióan a Magyar Sajtószabadságért civil mozgalom egyik kezdeményezője és aktivistája (2010–2011).
2020-ban A mérgezett nő című kötetéért Margó különdíjat és Déry-díjat kapott.

## Művei
- A ház, a kert, az utca (válogatott esszék, tanulmányok); JAK, Balassi, Bp., 1996 (JAK) ISBN 963-506-074-2
- Ács Irén: Magyarország – otthon. Pillanatok a félmúltból; szöveg Babarczy Eszter, Torda István; Jövendő, Bp., 1997
- Boldog emberek. Magyarok boldogságról és boldogtalanságról; szerk. Babarczy Eszter, Mesterházy Lili, interjú Bóné Magdolna et al., fotó Szilágyi Lenke et al.; Bolyai Műhely Alapítvány, Bp., 2006
- Mellblog; Itáliai utazás; Te szülj nekem testet; Alfa-Béta-Gamma (novellák, in: Szomjas Oázis, 2007 és A kitakart Psyché, 2011)
- A Svejk-faktor, in: Emlékpontok projektzáró kötet, 2011
- Ennek a szövegnek nincs értelme, in: (Miért hagytuk, hogy így legyen?, 2012)
- Összegyűjtött publicisztikái 1999-2010
- A mérgezett nő. Novellák; Jelenkor, Bp., 2019 ISBN 978-963-676-949-9
- Néhány szabály a boldogsághoz; Jelenkor, Bp., 2023 ISBN 978-963-518-251-0

## Műfordításai
- Fehér Ferenc: The Frozen Revolution, Essays on Jacobinism (Vajda Júliával közösen, 1989)
- Anthony Giddens: Sociology (Melegh Attilával, 1991)
- Shlomo Avineri: The Intellectual Origins of Zionism/A modern cionizmus kialakulása (1993)
- Joseph de Maistre: Considérations sur la France (1993)
- Pierre Manent: Histoire intellectuelle du liberalisme/A liberális gonfolat története (1994)
- Jacques Derrida: De l’esprit/A szellemről. Heidegger és a kérdés (Angyalosi Gergellyel, 1995)
- Ann Jefferson–David Robey: Modern Literary Theory (1995)
- Bíró Yvette: Rhabiller un nu/Egy akt felöltöztetése (1996)
- Marc Bloch: Le métier de l’historien/A történész mestersége (Kosáry Domokossal és Pataki Pállal, 1996)
- Arthur C. Danto: The Philosophical Disenfranchisment of Art and other essays (1997)
- Sidney Hook: Democracy and the Supreme Court (1996)
- Ken Friedman: The Fluxus-Community (1997)
- Deutsche Aphorismen (Szijj Ferenccel, 1997)
- Adalbert von Chamisso: Peter Schlemihl (1997)
- Franz Kafka: In der Strafkolonie/A fegyencgyarmaton (Tandori Dezsővel és Szijj Ferenccel, (1997)

## Díjai
- Kállai Ernő-díj (1991)
- Soros-ösztöndíj (1991, 1996)
- Gérecz Attila-díj (1996)
- Móricz Zsigmond-ösztöndíj (1993)
- A Magyar Köztársasági Érdemrend lovagkeresztje (2009)
- Déry Tibor-díj (2020)
- Margó különdíj (2020)